# Markeh Maḩalleh
Markeh Maḩalleh (persiska: مَركی مَحَلِّه, Markī Maḩalleh, مركه محله) är en ort i Iran.   Den ligger i provinsen Golestan, i den norra delen av landet, 400 km öster om huvudstaden Teheran. Markeh Maḩalleh ligger 229 meter över havet och antalet invånare är 372.
Terrängen runt Markeh Maḩalleh är kuperad åt nordväst, men åt sydost är den bergig.Runt Markeh Maḩalleh är det ganska glesbefolkat, med 48 invånare per kvadratkilometer. Närmaste större samhälle är Mīnūdasht, 10,7 km norr om Markeh Maḩalleh. I omgivningarna runt Markeh Maḩalleh växer i huvudsak blandskog.